# 장친왕
화석장친왕(중국어: 和碩莊親王, 만주어: ᡥᠣᡧᠣᡳ
ᡨ᠋ᠣᠪ
 ᠴᡳᠨ ᠸᠠᠩ Hošoi tob cin wang)은 청나라의 세습친왕이다. 초대의 왕은 석새로 숭덕제의 5남이다. '장(莊)'은 만주어 'tob(톱)'을 의역한 것으로, '단장한'을 뜻한다. 1644년 숭덕제의 5남 석새(碩塞)가 승택친왕(중국어: 承澤親王, 만주어: ᡥᠣᡧᠣᡳ
 ᡴᡝᠰᡳᠩᡤᡝ
 ᠴᡳᠨ ᠸᠠᠩ Hošoi kesingge cin wang)으로 봉해졌다. 그의 아들 박과탁(博果鐸)이 장친왕(莊親王)에 봉해졌고, 훗날 작위 세습을 허락 받아들이다.

## 역대 장친왕가(莊親王家) 가주
|          | 봉호               | 시호       | 이름                       | 가계                                | 재위년도        | 기록                                                |
| -------- | ------------------ | ---------- | -------------------------- | ----------------------------------- | --------------- | --------------------------------------------------- |
| 1 (추봉) | 장친왕(莊親王)     |            | 서이합제(舒爾哈齊) Šurgaci | 누르가치의 동생                     | (추봉)          | 1655년 추봉                                         |
| 2        | 승택친왕(承澤親王) | 유(裕)     | 석새(碩塞) Šose            | 숭덕제의 5남                        | 1644년 ~ 1655년 | 1644년 ~ 1651년: 승택군왕 1651년 ~ 1655년: 승택친왕 |
| 3        | 장친왕(莊親王)     | 정(靖)     | 박과탁(博果鐸) Boggodo     | 석새의 장남                         | 1655년 ~ 1723년 |                                                     |
| 4        | 장친왕(莊親王)     | 각(恪)     | 윤록(允祿) Yūn-lu          | 강희제의 16남. 박과탁의 사자(嗣子). | 1723년 ~ 1767년 |                                                     |
| (추봉)   | 장친왕(莊親王)     | 공근(恭勤) | 홍보(弘普) Hong-pu         | 윤록의 장남                         | (추봉)          | 1767년 추봉                                         |
| 5        | 장친왕(莊親王)     | 신(愼)     | 영상(永瑺) Yong-cang       | 윤록의 손자                         | 1767년 ~ 1788년 |                                                     |
| 6        | 장친왕(莊親王)     | 양(襄)     | 면과(綿課)                 | 홍보의 손자                         | 1788년 ~ 1826년 |                                                     |
| 7        | 장친왕(莊親王)     |            | 혁매(奕𧷨)                 | 면과의 장남                         | 1826년 ~ 1839년 | 1839년 작위 박탈                                    |
| 8        | 장친왕(莊親王)     | 근(勤)     | 면호(綿護)                 | 윤록의 증손                         | 1838년 ~ 1842년 |                                                     |
| 9        | 장친왕(莊親王)     | 질(質)     | 면화(綿譁)                 | 면호의 동생                         | 1842년 ~ 1845년 |                                                     |
| 10       | 장친왕(莊親王)     | 후(厚)     | 혁인(奕仁) I-žin           | 면화의 장남                         | 1846년 ~ 1874년 |                                                     |
| 10       | 장친왕(莊親王)     |            | 재훈(載勛)                 | 이인의 차남                         | 1875년 ~ 1901년 | 작위 추탈                                           |
| 10       | 장친왕(莊親王)     | 공(恭)     | 재공(載功)                 | 이인의 아들                         | 1902년 ~ 1915년 |                                                     |
| 11       | 장친왕(莊親王)     |            | 부서(溥緖)                 | 재공의 아들                         | 1916년 ~ 1933년 |                                                     |

## 같이 보기
- 철모자왕